# Pohodlí
Pohodlí (německy Friedrichshof) je vesnice, část města Litomyšl v okrese Svitavy. Nachází se asi 5,5 km na jih od Litomyšle. Prochází zde silnice II/360. V roce 2009 zde bylo evidováno 109 adres. V roce 2001 zde trvale žilo 288 obyvatel.
Pohodlí je také název katastrálního území o rozloze 3,33 km2.
Zdejším rodákem je sklářský výtvarník a pedagog Jaroslav Brychta (1895-1971).

## Další fotografie

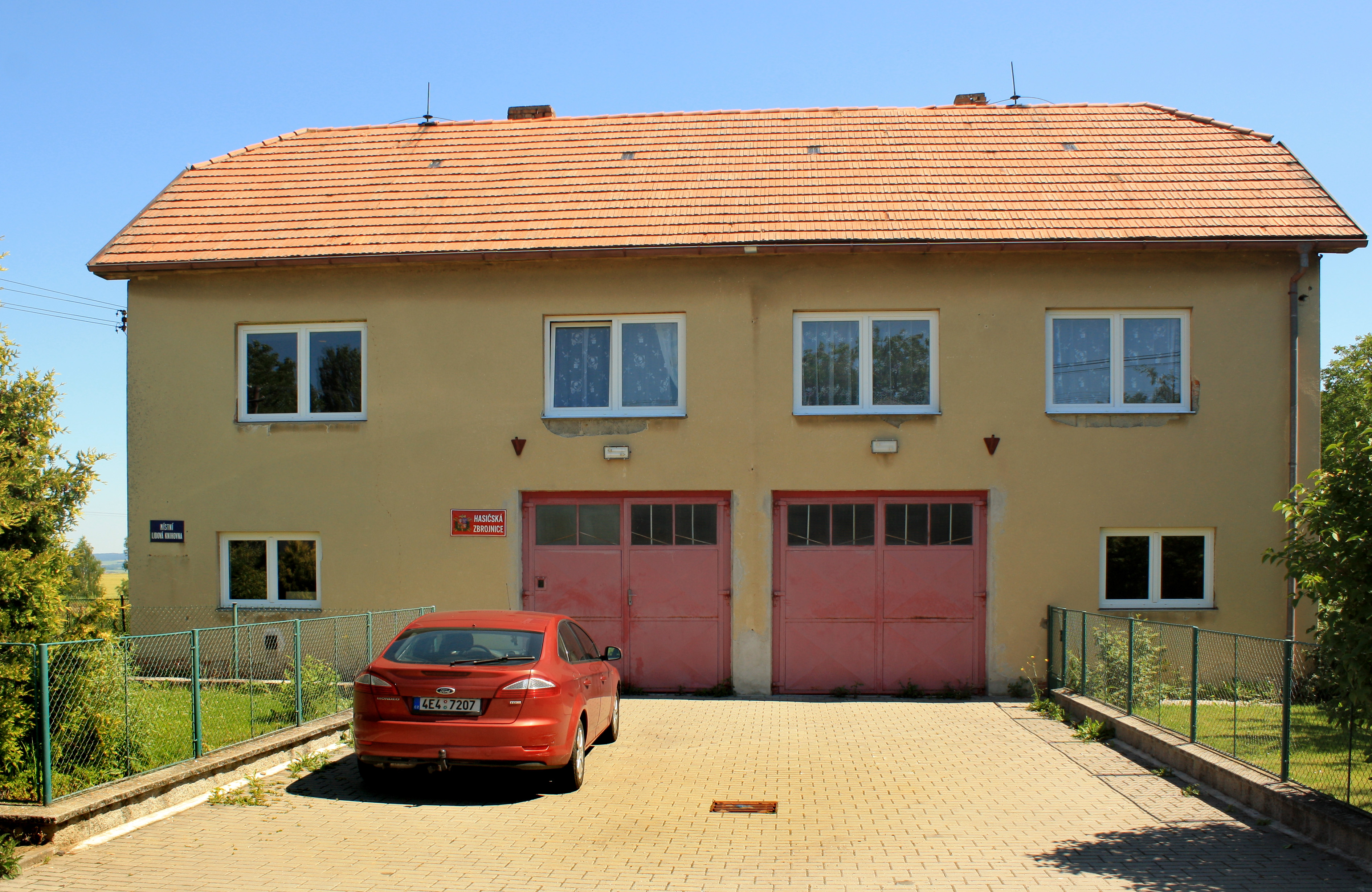
Hasičská zbrojnice
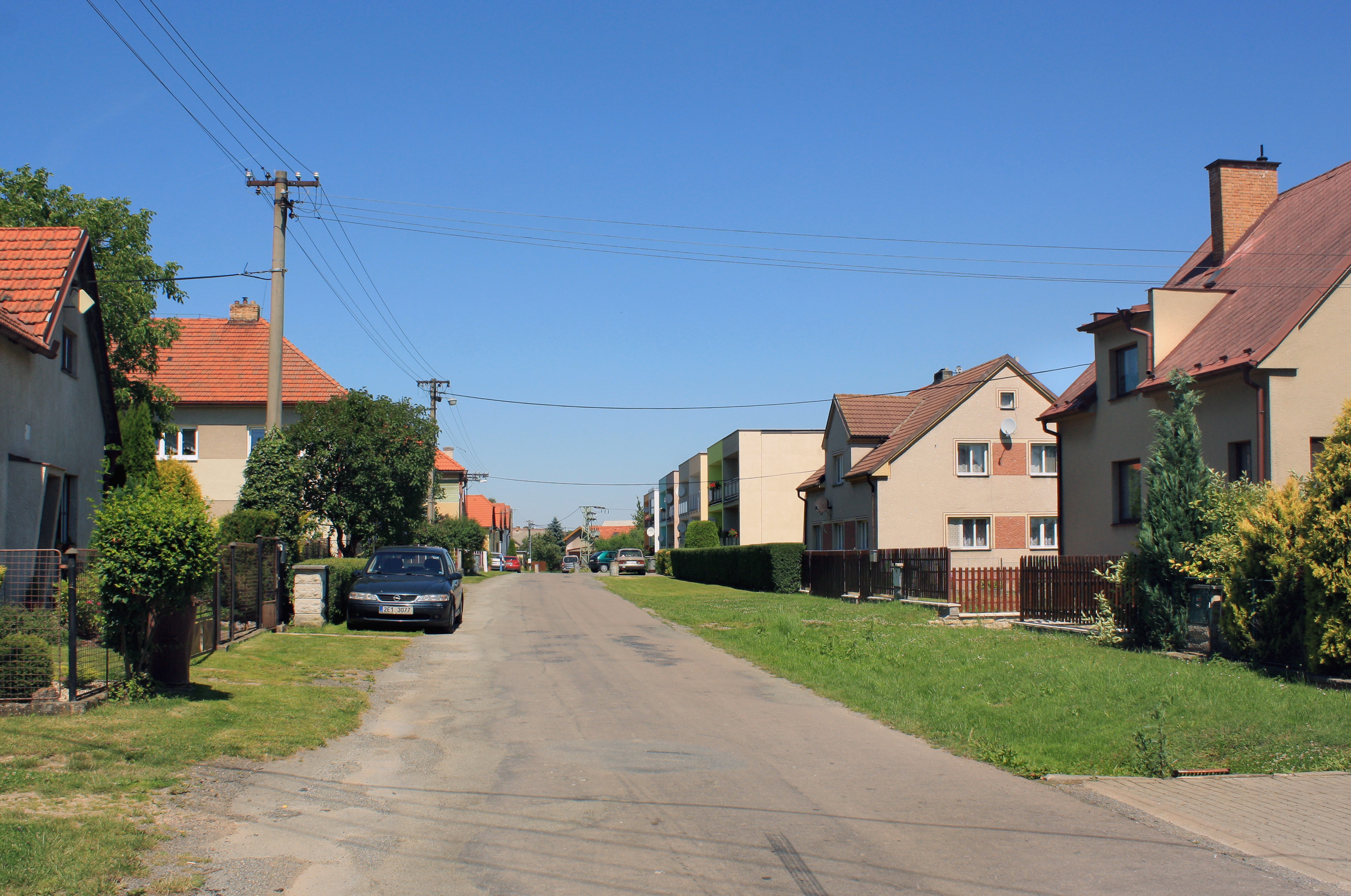
Západní část vesnice
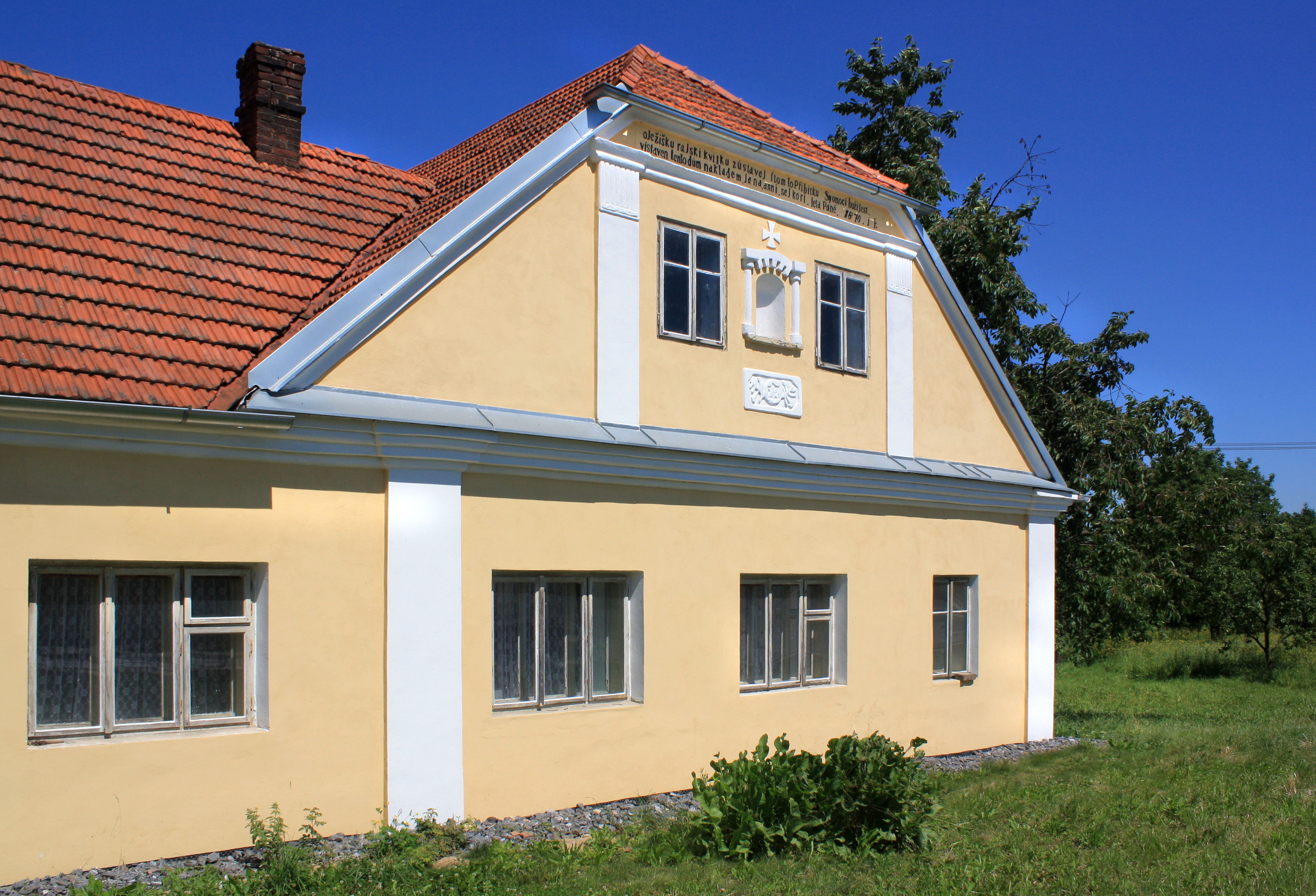
Opravený statek se zajímavým nápisem